# Octoknema ogoouensis
Octoknema ogoouensis är en tvåhjärtbladig växtart som beskrevs av Gosline & Malecot. Octoknema ogoouensis ingår i släktet Octoknema och familjen Octoknemaceae. Inga underarter finns listade i Catalogue of Life.